# Lew Sukaczow
Lew Pawłowicz Sukaczow (ros. Лев Павлович Сукачёв, ur. 19 lutego?/3 marca 1895 we wsi Jabłokino w guberni jekaterynosławskiej w Rosji, zm. 29 stycznia 1975 w Monterey) – rosyjski wojskowy, uczestnik walk w Albanii w 1924 roku, dowódca albańskiego pułku gwardii królewskiej, oficer armii włoskiej, emigracyjny pisarz.

## Życiorys
Ukończył szkołę średnią w Piotrogrodzie, zaś w 1915 r. szkołę kawaleryjską w Jelizawetgradzie. Brał udział w I wojnie światowej. Służył w stopniu sztabsrotmistrza w 5 pułku ułanów. Następnie został dowódcą pododdziału w 1 oddziale lotniczym. W styczniu 1918 r. wstąpił do wojsk białych. Służył w 1 szwadronie 1 dywizjonu kawalerii. Uczestniczył w I Kubańskim Pochodzie Zimowym w oddziale kawaleryjskim płk. Gerszelmana. Następnie przeszedł do 5 pułku huzarów. W połowie listopada 1920 r. wraz z resztkami wojsk białych ewakuował się z Krymu do Gallipoli. Zamieszkał w Królestwie SHS. Służył w jugosłowiańskiej straży granicznej. W 1924 r. brał udział w walkach w Albanii, w wyniku których do władzy doszedł Ahmed Zogu. Pozostał w Albanii, zostając majorem albańskiej armii. Dowodził pułkiem królewskiej gwardii. Po inwazji wojsk włoskich na Albanię na początku kwietnia 1939 roku, jako jeden z nielicznych dowódców podjął walkę z najeźdźcami, dając czas królowi Zogowi I i jego rodzinie na ewakuację. Dostał się do niewoli włoskiej. Został przewieziony do Rzymu, gdzie spotkał się z Benito Mussolinim. Wstąpił do armii włoskiej, po czym sformował z Albańczyków pułk dla ochrony króla Wiktora Emanuela III. W 1944 r. przeszedł na stronę aliantów. Po zakończeniu II wojny światowej pozostał we włoskiej armii. W 1947 r. awansował do stopnia generała brygady. W 1949 r. wyjechał do USA. Był autorem wspomnień.